# Lepokole
Lepokole är en ort (village) i distriktet Central i sydöstra Botswana. 